# Донік Роман Вікторович
Рома́н Ві́кторович Донік (нар. 2 вересня 1968, Харків) — активіст Революції гідності та волонтер, який здійснює забезпечення українських військових у ході війни на сході України. Засновник та керівник волонтерської групи Романа Доніка.
Уперше набув широкої відомості як співзасновник ГО «РУН» та ідеолог організації «Російськомовних Українських Націоналістів». Автор основних принципів російськомовних українських націоналістів.
Після Майдану через розбіжність поглядів на участь РУНу в політиці вийшов з організації, зосередившись на допомозі військовим у зоні АТО та громадській діяльності.

## Волонтерська та громадська діяльність
Під час початку тимчасової окупації Криму Росією, Донік із помічниками допомагав військовим 79-ї бригади, що перебували на межі з півостровом, та 93-ї бригади, в яку йшла мобілізація людей. Під час заворушень у Харкові волонтери брали участь у встановленні в місті патріотичних білбордів та займалися забезпеченням спецпідрозділу «Ягуар», а з початком війни на сході України стали допомагати різним військовим формуванням та медичним закладам у зоні АТО.
Саме Донік разом з командиром 93 бригади Клочковим розробили та ввели відзнаку командира бригади «Почесний нагрудний знак „93 окрема механізована бригада“». Відзнака була затверджена начальником Генерального Штабу та має статус офіційної, з занесення відмітки в військовий квиток
16 листопада 2014 на установчому з'їзді Асоціації народних волонтерів України Роман Донік був затверджений членом її координаційної ради, а 19 січня 2015 повідомив про вихід із організації — за його словами, через неконсенсусні дії окремих її членів без відома інших.
У червні 2015 року Донік разом з іншими волонтерами запропонували Президенту України Петру Порошенку створити мобільні групи для боротьби з контрабандою на лінії фронту. Після наради з силовиками мобільні групи почали працювати на лінії розмежування. 
Один з розробників піхотного комплекту модернізації кулемета ДШКМ
Роман Донік — ініціатор створення навчальної програми для збройних сил України для навчання кулеметників ДШК
24 червня 2016 брав участь у підготовці таємного приїзду Президента України Петра Порошенка на передній край під Донецьким аеропортом. Де був нагороджений годинником від Президента
З березня 2016 року створив мобільну інструкторську групу по навчанню кулеметників великого калібру. Продовж 2016-2019 року займався навчанням кулеметників великого калібру по програмі яку розробили на волонтерських засадах. Відкрили курс навчання в навчальному центрі Десна, а потім, з членами групи, почав навчати кулеметників в зоні АТО та зоні проведення Операції Об'єднаних Сил. 
10 травня 2018 року Роман Донік на дні народженні бригади, передав командиру 93 ОМБр Владиславу Клочкову мотиваційний прапор "Холодний Яр" виготовлений волонтерами групи.  Указ про присвоєння почесного найменування був підписаний на День Незалежності.
12 грудня 2019 року, на День Сухопутних військ, Роман Донік передав мотиваційний прапор командиру 72 ОМБР імені Чорних Запоріжців полковнику Боголюбову. Прапор було передано в зоні проведеня ООС, де 72 бригада виконувала бойове завдання з захисту України. Прапор перед передачею був освячений єпископом Харківським та Богодухівським Митрофаном (Православна Церква України)  
В травні 2019 року на базі Одеської військової академії, були проведені заняття по ДШКМ-ТК для викладачів вогневої підготовки військових вишів. Неділю викладачі займалися як рядові курсанти, для того, щоб мати можливість оцінити методику навчання. Всі, хто брав участь в навчаннях, дали високу оцінку як модернізації кулемета ДШКМ-ТК, так і системі навчання.  
У 2019-2020 р. взяли участь у написанні офіційного керівництва зі стрілецької справи по ДШКМ-ТК яке було видане центром оперативних стандартів та методики підготовки ЗСУ спільно з Головним Управлінням підготовки ЗСУ. Розповсюдили керівництво зі стрілецької справи по ДШКМ-ТК по підрозділах ЗСУ 
Після стабілізації лінії фронту влітку 22 року, за дорученням головнокомандувача ЗСУ, став одним з засновників "тренінгів молодших командирів піхотних підрозділів (в умовах воєнного стану)" на базі військової академії (м Одеса). На початку була залучена інструкторська група під керівництвом Доніка.
В подальшому відкрили тренінги кулеметників, стрільців-рятівників, та інструкторів базового рівня. Інструкторська тренінги стали відправною точкою для формування 151 навчального центру. Інструктори в центр відбиралися з підрозділів які вели бойові дії і після навчання за програмою тренінгів переводились в центр.
навесні 23 року, був одним з організаторів та "ідейним вдохновителем" створення навчального центру нової формації в місті Харков.
У 151 навчальному центрі окрім програми БЗВП (Базова Загально Військова Підготовка), були запроваджені програми для підрозділів яки виходили на відновлення - "відновлення боєздатності піхотних підрозділів (в умовах воєнного стану)", "бойове злагодження", "підготовка до штурмових дій".
Були впроваджені нові навчальні програми "Протидія БПЛА в піхотних порядках", "підготовка кулеметників" та адаптована програма тренінгу "стрілець-рятівник рівня CLS". 

## Нагороди
- Орден «За заслуги» III ступеня (Указ Президента України від 23 серпня 2014)[37];
- орден Богдана Хмельницького III ступеня (Указ Президента України від 4 грудня 2014)[38];
- нагородний годинник від президента (червень 2016)[19];
- відзнака Міністерства оборони України «Вогнепальна зброя» (5 грудня 2014)[39];
- Знак народної пошани «Орден „Єдність та воля“» Всеукраїнського об'єднання «Країна» за поданням командування та особовий склад 93 ОМБр  (05.01.16р)[40];
- медаль «За гідність та патріотизм» Всеукраїнського об'єднання «Країна» за поданням, зокрема, роти «Східний Корпус» (30 травня 2015)[джерело?];
- медаль «За гідність та патріотизм» Всеукраїнського об'єднання «Країна» за поданням, зокрема, 128-ї окремої гірсько-піхотної бригади (8 червня 2016)[41];
- відзнака Міністра Оборони — медаль «За сприяння Збройним Силам України» (12 серпня 2016)[42].
- орден Святого Юрія Переможця Української Православної Церкви Київського Патріархату (30 вересня 2018).[43]